# Entrada al cementiri de Sóller a la nit
Entrada al cementiri de Sóller a la nit és una pintura a l'oli realitzada pel pintor barceloní Santiago Rusiñol l'any 1896. Actualment s'exposa al Museu d'Art de Girona en la sala 17, registrada amb el núm. 250.278.

## Autor
Santiago Rusiñol i Prats fou un pintor, escriptor, col·leccionista, periodista i dramaturg català. Fou un artista polifacètic i un dels líders del Modernisme català. La seva producció pictòrica, amb un miler d'obres, i literària, amb un centenar de títols a més d'un extens nombre d'articles, el situen com a referent decisiu de l'art, la literatura i les idees estètiques del seu temps.

## Història
A l'exposició a Palma, el 1999, fou detectat l'error del tema del quadre, que no té bibliografia antiga. Per això va figurar amb noms diferents. La signatura d'aquest quadre, si no és falsa, és bastant atípica, però la procedència de la família gironina Rahola, assegura l'autenticitat del quadre.

## Descripció
En primer terme es veu el camí i el mur que envolta el cementiri, amb la porta d'entrada a la dreta. Destaquen els xiprers, i a l'esquerra, un petí jardí amb heures que grimpen per la tanca. Al fons, bosc i cel. Llum de matinada, homogènia; s'hi pot veure, a la dreta, un punt de llum d'un fanal que il·lumina el carrer i la porta d'entrada. Predomini total de blaus, en molts diferents tons. La llum del fanal dona uns tons vermellosos, esmorteïts. La composició és horitzontal amb importants línies de força verticals. Pinzellada plana deixant l'empremta del pinzell.

## Exposicions rellevants
Fou exposada a: 
- 1956- Girona- l'Exposició homenatge a Santiago Rusiñol, organitzada pel Cercle Artístic de Girona, a la Sala Municipal a l'octubre de 1956, amb el nom però de: Cementerio viejo del convento de los frailes de La Bisbal Tenia el número 2[1]
- 1979- Girona - Primera mostra patrimoni de la Diputació de Girona, octubre
- 1981- Sitges (Palau Maricel), els mesos de juny i agost, "Cinquantenari" 55.
- 1981-1982- Aranjuez-Girona-Barcelona-Tarragona, 1981-1982 amb el nom:"Cementiri vell dels frares de La Bisbal"
- 1990- Tòquio-OsaKa (Shinsaibashi)-Kobe-Fukuoka (Tenshin), 1990, Daimaru Museum, Ashai Shimbun, Generalitat de Catalunya, "Maestros de pintura catalana", 64 (cat. fig. color).
- 1999- Sabadell-Segòvia-Palma-Girona, 1999, abril-nov. "Els jardins de l'ànima" (cat. fig. color p. 74).